# 六州歌头
六州歌頭，詞牌名。
雙調一百四十三字，前段十九句八平韻、八仄韻，後段二十句八平韻、十仄韻，同部平仄互押。亦有多變體。

## 词牌格式
仄平仄仄，平仄仄平平（韻）。平平仄（韻），平仄仄（韻），仄平平（韻），仄平平（韻）。

仄仄平平仄（韻），平平仄（韻），平平仄（韻），平仄仄（韻），平平仄（韻），仄平平（韻）。

平仄仄平，平仄平平仄（韻），仄仄平平（韻）。仄平平仄仄，仄仄仄平平（韻），仄仄平平（韻），仄平平（韻）。
仄平平仄（韻），平平仄（韻），平仄仄（韻），仄平平（韻）。平仄仄（韻），平仄仄（韻），仄平平（韻），仄平平（韻）。

仄仄平平仄（韻），平仄仄（韻），仄平平（韻）。平仄仄（韻），平平仄（韻），仄平平（韻）。

仄仄平平，仄仄平平仄（韻），仄仄平平（韻）。仄平平平仄，仄仄仄平平（韻），仄仄平平（韻）。

## 例词
张孝祥
长淮望断，关塞莽然平。征尘暗，霜风劲，悄边声，黯销凝。

追想当年事，殆天数，非人力，洙泗上，弦歌地，亦膻腥。

隔水毡乡，落日牛羊下，区脱纵横。看名王宵猎，骑火一川明，笳鼓悲鸣，遣人惊。
念腰间箭，匣中剑，空埃蠹，竟何成！时易失，心徒壮，岁将零，渺神京。

干羽方怀远，静烽燧，且休兵。冠盖使，纷驰骛，若为情。

闻道中原遗老，常南望、翠葆霓旌。使行人到此，忠愤气填膺，有泪如倾。

賀鑄
少年俠氣，交結五都雄。肝膽洞，毛髮聳。立談中，生死同。

一諾千金重。推翹勇，矜豪縱。輕蓋擁，聯飛鞚，斗城東。

轟飲酒壚，春色浮寒甕，吸海垂虹。閒呼鷹嗾犬，白羽摘雕弓，狡穴俄空。樂匆匆。
似黃梁夢，辭丹鳳。明月共，漾孤篷，官冗從，懷倥傯。落塵籠，薄數叢。

鶡弁如雲眾，供粗用，忽奇功。笳鼓動，漁陽弄，思悲翁。

不請長纓，系取天驕種，劍吼西風。恨登山臨水，手寄七弦桐，目送歸鴻。